# Campionat del món de pàdel
El campionat del món de pàdel és una competició internacional de pàdel que es disputa cada dos anys des de la primera edició, el 1992, que es va celebrar a Espanya. Organitzat per la Federació Internacional de Pàdel, compta amb un campionat masculí i un altre de femení. Argentina ha estat històricament l'equip més victoriós del campionat. A partir del 2012 el campionat per equips i per parelles se celebren per separat.

## Pàdel
El pàdel és un esport de pilota en què s'enfronten dues parelles de jugadors, que es desenvolupa en una pista rectangular de 10 metres d'amplada per 20 de llargada dividida transversalment per una xarxa i circumdada per parets en els fons i en els extrems dels laterals i una reixa metàl·lica al llarg de tot el perímetre. L'objectiu del joc és colpejar la pilota amb una pala per fer-la passar per damunt de la xarxa, de manera que l'adversari no la pugui tornar.

## Resultats

### Equips masculins
| Any  | Seu                  |           | Campió | Final Resultat | Subcampió |        | Tercer lloc | 3r i 4r lloc Resultat | Quart lloc |
| 1992 | Madrid i Sevilla     | Argentina | 3:0    | Espanya        | Uruguai   |        | Regne Unit  |                       |            |
| 1994 | Mendoza              | Argentina | 3:0    | Espanya        | Uruguai   |        | Xile        |                       |            |
| 1996 | Madrid               | Argentina | 3:0    | Espanya        | Brasil    | 2:1    | Uruguai     |                       |            |
| 1998 | Mar del Plata        | Espanya   | 3:0    | Argentina      |           | Brasil | 3:0         | Xile                  |            |
| 2000 | Tolosa de Llenguadoc | Argentina | 3:0    | Espanya        | Brasil    |        | Uruguai     |                       |            |
| 2002 | Mèxic DF             | Argentina | 3:0    | Espanya        | Brasil    |        | Mèxic       |                       |            |
| 2004 | Buenos Aires         | Argentina | 3:0    | Espanya        | Brasil    | 3:0    | Xile        |                       |            |
| 2006 | Múrcia               | Argentina | 3:0    | Brasil         | Espanya   |        | Xile        |                       |            |
| 2008 | Calgary              | Espanya   | 3:0    | Argentina      | Brasil    |        | Xile        |                       |            |
| 2010 | Cancún               | Espanya   | 2:1    | Argentina      | Brasil    | 3:0    | Xile        |                       |            |
| 2012 | Cancún               | Argentina | 2:1    | Brasil         | Paraguai  | 2:1    | Uruguai     |                       |            |

### Equips femenins
| Any  | Seu              |           | Campió | Final Resultat | Subcampió |         | Tercer lloc | 3r i 4r lloc Resultat | Quart lloc |
| 1992 | Madrid i Sevilla | Argentina | 3:0    | Espanya        | Uruguai   |         | Regne Unit  |                       |            |
| 1994 | Mendoza          | Argentina | 3:0    | Espanya        | Uruguai   |         | Paraguai    |                       |            |
| 1996 | Madrid           | Argentina | 3:0    | Espanya        | Uruguai   | 2:1     | Brasil      |                       |            |
| 1998 | Mar del Plata    | Espanya   | 2:1    | Argentina      |           | Uruguai | 2:1         | Brasil                |            |
| 2000 | Toulouse         | Espanya   | 3:0    | Argentina      | Brasil    |         | Uruguai     |                       |            |
| 2002 | Mèxic DF         | Argentina | 2:1    | Espanya        | Mèxic     | 3:0     | Uruguai     |                       |            |
| 2004 | Buenos Aires     | Argentina | 2:1    | Espanya        | Brasil    | 3:0     | Mèxic       |                       |            |
| 2006 | Múrcia           | Argentina | 2:1    | Espanya        | Brasil    |         | Mèxic       |                       |            |
| 2008 | Calgary          | Argentina | 3:0    | Espanya        | Brasil    |         | França      |                       |            |
| 2010 | Cancún           | Espanya   | 2:1    | Argentina      | Brasil    | 3:0     | França      |                       |            |
| 2012 | Cancún           | Argentina | 3:0    | Brasil         | França    | 2:1     | Portugal    |                       |            |

### Parelles masculí
| 1992 | · (Madrid)          | Lasaigues · Gattiker        |               | Maquirriain · Rovaletti | Clementi · de La Torre |  | Sanz · Cubas                   |
| 1994 | · (Mendoza)         | Lasaigues · Gattiker        |               | Auguste · Lasaigues     | Sanz · Martín Díaz     |  | Siro · Novillo                 |
| 1996 | · (Madrid)          | Lasaigues · Gattiker        |               | Semprún · Piñón         | Reca · Serrano         |  | Lasaigues · Auguste            |
| 1998 | · (Mar del Plata)   | Gattiker · Gutiérrez Albizu |               | Martín Díaz · Piñón     | Lasaigues · Auguste    |  | Sanz · Siro                    |
| 2000 | · (Toulouse)        | Martín Díaz · Auguste       | 3–6, 6–1, 6–4 | Reca · Nerone           | Lasaigues · Auguste    |  | Sanz · Siro                    |
| 2002 | · (Ciutat de Mèxic) | Martín Díaz · Belasteguín   | 6–7, 7–5, 6–4 | Reca · Nerone           | Lahoz · Gattiker       |  | Rovaletti · Gutiérrez Albizu   |
| 2004 | · (Buenos Aires)    | Martín Díaz · Belasteguín   | 4–6, 6–4, 6–1 | Reca · Nerone           | Lahoz · Jardim         |  | Auguste · Gutiérrez Albizu     |
| 2006 | · (Múrcia)          | Auguste · Gutiérrez Albizu  | 6–2, 6–1      | Losada · Mieres         | del Bono · Julianoti   |  | Lahoz · Jardim                 |
| 2008 | · (Calgary)         | Losada · Mieres             | 6–4, 3–6, 6–2 | del Bono · Julianoti    | Ovide · Cavalleri      |  | Muñoz · Navarro                |
| 2010 | · (Cancún)          | Lahoz · Mieres              | 6–1, 7–5      | Arias · Limones         | Muñoz · Santana        |  | del Bono · Julianoti           |
| 2012 | · (Barcelona)       | Gutiérrez Albizu · Poggi    | 6–2, 7–6, 6–2 | Mieres · Lima           | Auguste · Sangiorgio   |  | Gómez Silingo · Reca           |
| 2013 | · (Bilbao)          | di Nenno · Stupaczuk        | 6–4, 6–4      | Santos · Fernández      | Martínez · del Negro   |  | Ceretani · López de Aberasturi |

### Parelles femení
| 2012 | ESP · (Barcelona) | Navarro · Reiter | 7–6, 6–2      | Llaguno · Amatriain | Eyheraguibel · Gago |  | Salazar · Pavón     |
| 2013 | ESP · (Bilbao)    | Siverio · Mesa   | 6–4, 2–6, 6–4 | Riera · Campus      | Treptow · Márquez   |  | Hernández · Grandes |